# Liebesketten

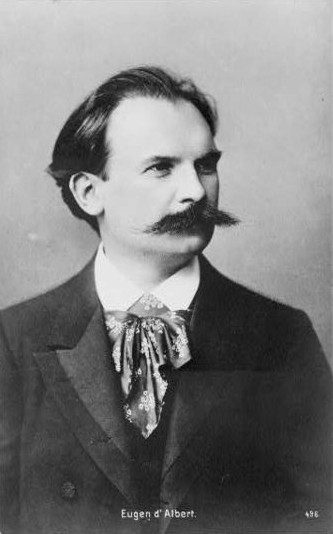
Eugen d'Albert

Liebesketten är en opera i tre akter med musik av Eugen d'Albert och libretto av Rudolf Lothar efter dramat La filla del mar av Ángel Guimerá. Den hade premiär den 12 november 1912 på Volksoper i Wien. En nyinstudering av operan gavs den 8 mars 1918 på Deutschen Oper i Berlin.

## Personer
- Noel, krögare (Bas)
- Marion, hans hustru (Sopran)
- Sadika, turkiskt föräldralöst barn (Sopran)
- Caterina (Mezzosopran)
- Peter Martin, lotsdirektör (Tenor)
- Balthasar, rik köpman (Baryton)
- äldre fiskare (Bas)
- yngre fiskare (Tenor)
- Fiskare (Kör)

## Handling

### Akt I
Den klippiga havskusten, bykyrkan och krogen
Lotsdirektören Peter Martin är ung, vacker och levnadsglad. Förut älskade han Caterina och i år har han förälskat sig i krögaren Noels hustru Marion. Hon är ung och vacker, och har inget emot en affär med Peter Martin; men hon fruktar sin svartsjuke make. För att lura honom övertalar hon Peter Martin att låtsas vara förälskad i Sadika. Hon är en ung turkisk flicka som var den enda överlevande från ett skeppsbrott för några år sedan och som nu bor hos Noel och Marion.
Den rike köpmannen var vittne till olyckan. Sedan dess har han regelbundet kommit till byn för att göra affärer med fiskarna. Till en början är Peter Martin tveksam till Marions plan men efter att ha talat med Sadika samtycker han. För att lära känna Sadika bättre följer han med fiskarna ut på havet.

### Akt II
Krogen
Marion har uppnått sitt mål. Sedan 14 dagar tillbaka kommer Peter Martin varje natt till henne, men hela byn - särskilt Noel - tror att han smyger sig till Sadika. Peter Martin har i själva verket förälskat sig i Sadika och vill gifta sig med henne. Då han inte vet hur han ska avsluta förhållandet med Marion beslutar han sig för att tillbringa en sista natt med henne.
Sadika märker detta och smyger efter honom. Svartsjuk ställer hon till en scen och Noel avslöjar deras förhållande. Då denne är rasande och ilsken förmår Marion dock inte att avslöja Peter utan skuldbelägger sig själv. På grund av hennes liderliga leverne kastar Noel ut henne ur huset och hon kan ta med sig sin älskare. Då hon känner sig förrådd av Peter Martin vill hon inte längre veta av honom och lämnar huset ensam.

### Akt III
Den klippiga havskusten, bykyrkan och krogen
Ett sista samtal utspelas mellan Sadika och Peter Martin. När han försöker förklara allt för henne dyker Marion upp. Hon vill varken förlora sin älskare eller dela honom med Sadika. Det blir bråk och Noel griper efter en båtshake. Sadika märker faran och kastar sig skyddande framför Peter Martin. Hon blir dödligt sårad och dör vid Peter Martins fötter. Förintad av sorg följer han med fiskarna till Island; där i ensamheten vill han söka frid i döden.